# Bledius bicornis
Bledius bicornis ist ein Käfer aus der Familie der Kurzflügler (Staphylinidae).

## Merkmale
Die Käfer erreichen eine Körperlänge von 5 bis 6 Millimetern. Ihr Körper ist vorwiegend schwarz gefärbt, die Fühler, Beine und Deckflügel sind gelb, wobei letztere in der Regel entlang der Naht dunkler gefärbt sind. Der Halsschild ist häufig rostrot gefärbt. Am Halsschild ist bei beiden Geschlechtern kein Horn ausgebildet. Die Seiten und der Vorderrand des Kopfschildes sind leicht aufgebogen, wobei dies mittig an der Vorderseite häufig undeutlich der Fall ist. Der Halsschild hat eckige Vorderwinkel. Das Männchen trägt über den Facettenaugen ein plattenförmiges Hörnchen, das Weibchen besitzt an dieser Stelle eine eckige Lamelle.

## Vorkommen und Lebensweise
Die Art besiedelt halobiont salzige Lebensräume insbesondere im Mittelmeer- und Schwarzmeerraum. Die Hauptverbreitung umfasst die Mittelmeerküsten von Griechenland bis Spanien und von Ägypten bis Algerien. Die Art fehlt an der Atlantikküste, kommt jedoch am Ärmelkanal sowie der Nordseeküste vor. Im Binnenland findet man sie in salzigen Gebieten im Süden Sibiriens und Russlands sowie in Teilen Osteuropas. Auch um den Neusiedler See ist die Art verbreitet.